# Báló Tamás
Báló Tamás (Kalocsa, 1984. január 12. –) magyar labdarúgó, jelenleg a Harta SE játékosa. Többszörös magyar utánpótlás-válogatott játékos, posztját tekintve középpályás.

## Pályafutása

### Klubcsapatokban
A Bács-Kiskun megyei Dusnokon nőtt fel, itt kezdett el futballozni. Később a Dunaferr SE utánpótlásában nevelkedett, először első osztályú mérkőzésen 2003. március 12-én lépett pályára a Békéscsaba Előre FC ellen 3–0-ra megnyert bajnokin. Ezt a szereplést még tizenkét pályára lépés követte abban a szezonban, gólt nem szerzett. Miután a csapata kiesett a legmagasabb osztályból az NB I/B-ben szerepeltek. A 2003–2004-es szezonban 29 mérkőzésen lépett pályára és két gólt szerzett. A következő szezonban 14 bajnokin szerepelt, amelyeken 1 gólt rúgott.
2005-ben igazolt el és új csapatában, a Paksban alapemberré vált, amellyel 2006-ban megnyerte a másodosztályt. A bajnoki évben 25 mérkőzésen 11 gólt szerzett, ezzel a teljesítménnyel második volt a csapat házi góllövőlistáján Buzás Attila mögött. 2008-ban hároméves szerződéshosszabbítást írt alá csapatához. A 2009–2010-es szezonban súlyos sérülést szenvedett, műteni kellett a jobb térdét, több hónapos kihagyásra kényszerült.
A 2020–21-es szezontól az NB III. közép csoportjában szereplő Dunaújváros PASE játékosa.

### A válogatottban
Háromszoros utánpótlás válogatott. A felnőtt válogatottba nem kapott meghívót.

## Sikerei, díjai
Paksi FC
- Ligakupa-döntős: 2010
- Magyar másodosztály bajnok: 2006